# Лукшин, Игорь Васильевич
Игорь Васильевич Лукшин (10 февраля 1927 — 16 января 2000, Екатеринбург) — советский кинооператор.

## Биография
Родился в 1927 году.
В 1956 году окончил операторский факультет ВГИКа.
В 1956—1990 годах оператор Свердловской киностудии.
Умер 16 января 2000 года. Похоронен в Екатеринбурге на Широкореченском кладбище.

## Фильмография
- 1957 — Во власти золота
- 1958 — Ваня
- 1960 — Одна строка
- 1963 — Когда казаки плачут
- 1964 — Зелёный дом
- 1967 — Фитиль (№ 180 «Незаменимый»)
- 1969 — Суровые километры
- 1970 — Смелого пуля боится
- 1972 — Приваловские миллионы
- 1973 — Открытие
- 1974 — Какая у вас улыбка
- 1975 — Назначаешься внучкой
- 1977 — Фитиль (№ 55 «Ставь птицу!»)
- 1976 — Встретимся у фонтана; День семейного торжества
- 1979 — Ты помнишь
- 1980 — Алёша
- 1981 — Пора красных яблок
- 1982 — Никто не заменит тебя
- 1984 — Девочка из города
- 1985 — Горький можжевельник
- 1986 — Железное поле
- 1987 — Мы — ваши дети
- 1988 — За кем замужем певица?

## Признание
- Государственная премия РСФСР имени братьев Васильевых (1975) — за художественный фильм «Приваловские миллионы» (1972) производства Свердловской киностудии